# جو مک‌الدری
جو مک‌الدری (به انگلیسی: Joe McElderry) (زاده ۱۶ ژوئن ۱۹۹۱) خواننده انگلیسی است.
او در سال ۲۰۰۹ و در فصل ششم ایکس فاکتور بریتانیا اول شد.